# کافی‌آباد (اشکذر)
کافی‌آباد، روستایی از توابع بخش خضرآباد شهرستان اشکذر در استان یزد ایران است.

## جمعیت
این روستا در دهستان کذاب قرار دارد و براساس سرشماری مرکز آمار ایران در سال ۱۳۸۵، جمعیت آن ۲۱۸ نفر (۵۶خانوار) بوده‌است.